# 任培道
任培道（1895年1月23日—1988年2月23日），字仲瑜，改名振予，女，湖南湘阴人，中国教育学家，曾任立法委員。

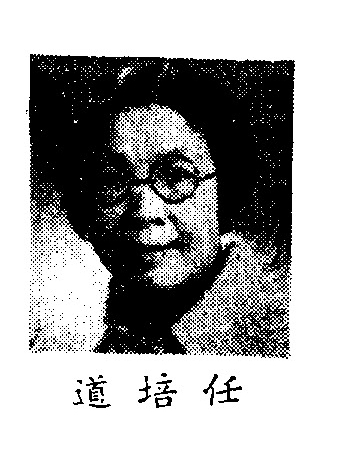
出席制憲國民大會的任培道

## 生平
任培道是湖南湘阴塾塘鄉（今汨羅市弼時鎮冷水井）人。早年毕业于湖南第一女子师范学校，后入北平师范大学。1927年毕业，任中国国民党天津市党务指导委员会常委。1929年留学美国堪萨斯州伟其塔大学和伊利诺州立大学，先后获教育学硕士和心理学硕士。回国后，历任湘西溆甫县女子学校校长、南开女子中学教师、重庆女子师范学校教授。
1945年11月去台湾，擔任台灣省立台北女子師範學校（今台北市立大學博愛校區）首任校长，1951年5月4日遞補當選為大學暨獨立學院（包括專科以上學校）教員團體立法委員。

## 家族
曾大父任星洲，曾任廣西省太平府知府；父任企虞（譜名裕泰）舉人，叔湖南大學校長任凱南（譜名裕恒）拔貢，堂弟任弼時（譜名培國，父裕道），妹任培智之夫白瑜也是立法委員。